# 모련위
모련위(毛憐衛)는 명(明)의 기미위소(羈縻衛所)이다. 현지 수장은 토사(土司)에 임명되었다. 원래는 두만강 이남 지역에 있었다.
'모련'이라는 말은 만주어로 '말[馬]'을 뜻하는 모린(morin)에서 유래하였다. 건주위(建州衛)와 함께 명대 여진(女眞) 훌리가이부(胡里改部)에 함께 속해 있었으나 둘은 친척 관계에 있었으며, 『조선왕조실록(朝鲜王朝實錄)』에는 모련위가 '동북올량합(東北兀良哈)' 혹은 '두만강올량합(豆滿江兀良哈)', 건주위는 '파저강올량합(婆猪江兀良哈)'으로 기록되어 있어, 건주위와 모련위는 모두 건주여진(建州女眞)의 주체였다.
훌리가이부 수령인 훌리가이만호(火兒阿萬戶) 아하추(阿哈出)의 아들 몽케부카(猛哥不花)가 모련위를 장악하였다. 후에 사만하시리(撒滿哈失里)에게 세습되었다.
1433년 조선은 파저강전투(婆豬江戰鬪)에서 모련위 등 여진 위소를 파괴하였고, 그 땅을 점령하였다. 이후 일부 잔여 부락은 건주좌위(建州左衛) 오도리부(斡朶里部) 수령 이만주(李滿住)를 따라 혼하(渾河) 유역으로 옮겼다.

## 위치
『조선왕조실록(朝鲜王朝實錄)』에 의하면, '모련위는 고(古) 경원(慶源)과 알목하(斡木河) 사이에 있으며, ... 신(新) 경원으로부터 3일 거리에 있다. ... 모련위는 우리나라와 멀지 않다(毛憐衛在古慶源·斡木河之間, …… 其地離新慶源三日程也. …… 則毛憐衛與我國不遠矣.)'라고 기록되어 있으며, 또한 '옛날 두만강 안에 있었으나 지금은 두만강 밖으로 옮겼다(昔居于豆滿江內, 今皆徙居于江外)'라고 기록되어 있다. 대략 두만강 하류 함경남도(咸镜南道) 회령시(會寧市)와 경흥군(慶興郡) 사이에 있다.

## 참고문헌
- 『조선왕조실록(朝鲜王朝實錄)』

## 같이 보기
- 위소제도
- 기미
- 아하추
- 토사
- 누르간도사
- 이스하